# São Gabriel (fartyg)

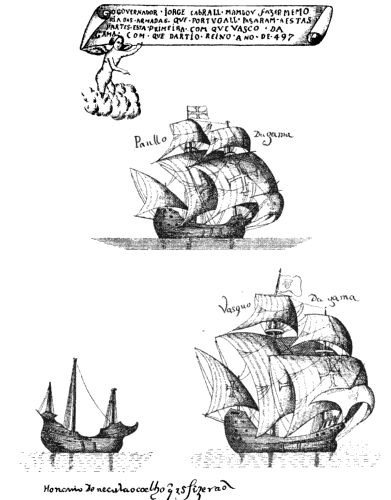
São Gabriel är längst ner till höger. Denna skildring från omkring 1558 visar också São Rafael (överst) och Bérrio.

São Gabriel var flaggskeppet i Vasco da Gamas flotta på sin första resa till Indien 1497–1499.

## Besättning[1]
Kapten: Vasco da Gama
Ansvarsstyrman: Gonçalves Alvarez
Lots: Pêro de Alenquer
Bokhållare: Diego Diaz

## De andra tre fartygen
Velho indikerade att källorna var överens om att flottan innehöll fyra fartyg, men det var oenighet om namnen. Dessa var de tre andra fartygen enligt honom:
- São Rafael: Vänfartyget till São Gabriel, byggt av samma byggare samtidigt för samma ändamål. Det hade liknande dimensioner som São Gabriel. Paulo da Gama, Vascos bror, var kapten, andra människor inkluderar João de Coimbra, lots och João de Sá, kontorist.
- Bérrio, även känd som São Miguel: Denna karavell namngavs efter dess tidigare ägare. Bara med sena segel var det den minsta och snabbaste av konvojen med ett tonnage på 50–90 ton. Nyckelpersoner var: Nicolau Coelho, kapten, Pedro Escobar lots och Álvaro de Braga, kontorist.
- Ett leveransfartyg, namnet São Miguel: Fartyget var en karack på cirka 110 eller 200 ton med Gonçalo Nunes som kapten.

## Operativ historia
Armadan lämnade Restelo nära Lissabon den 8 juli 1497. Efter att ha avrundat Godahoppsudden förankrade armadan vid Aguada de São Brás (Mossel Bay) där försörjningsfartyget delades upp och dess innehåll distribuerades på de andra. De tre fartygen seglade längre norrut längs den afrikanska kusten till Malindi, Östafrika. Efter att ha passerat Indiska oceanen nådde de hamnen i Calicut vid Malabarkusten i Indien den 20 maj 1498.
Återgången av Indiska oceanen tog över tre månader och många av besättningsmedlemmarna blev sjuka av skörbjugg och dog. Med ett minskat besättning blev São Rafael överflödig; fartyget brändes i Östafrika efter överföring av besättning och proviant. De återstående två fartygen fastnade i en storm nära Kap Verdes öar och separerade. Vid den tiden läckte båda fartygen och var i dålig form.
Bérrio under Nicolau Coelhos ledning anlände till Cascais nära Lissabon den 10 juli 1499, och São Gabriel utan Gama och regisserad av João de Sá kom in en månad senare. Gama hade lämnat São Gabriel på sin sista etapp och uppdragit ett annat fartyg att ta honom med sin döende bror Paulo till Azorerna innan han återvände till Portugal i början av september 1499.